# Paysage d'Auvers après la pluie
Le tableau intitulé Paysage d'Auvers après la pluie ou Paysage avec carriole et train est une huile sur toile de Vincent van Gogh (1853-1890) réalisée peu avant sa mort en juin 1890. Elle est conservée au musée Pouchkine de Moscou sous le n° d'inventaire 3374. Ses dimensions sont 72 × 90 см,. 

## Histoire
Ce tableau est réalisé en juin 1890 après que l'auteur eut quitté en mai son asile de Saint-Rémy-de-Provence. Van Gogh le peint la semaine après avoir composé des portraits du docteur Gachet et un peu plus d'un mois avant sa mort (le 29 juillet 1890). Son frère Théo en hérite. Après la mort de celui-ci en 1891, il fait partie de la collection de sa veuve, Johanna van Gogh (née Bonger). Il est acquis par le grand collectionneur moscovite Ivan Morozov dont la collection est nationalisée en 1918 par les bolchéviques. Elle est transférée en 1919 au second musée des arts occidentaux de Moscou, réuni en 1923 au premier musée des arts occidentaux pour former le nouveau musée d'État d'art occidental. Ce tableau y demeure jusqu'en 1948, date à laquelle il entre définitivement dans les collections du musée des beaux-arts Pouchkine de Moscou.

## Description

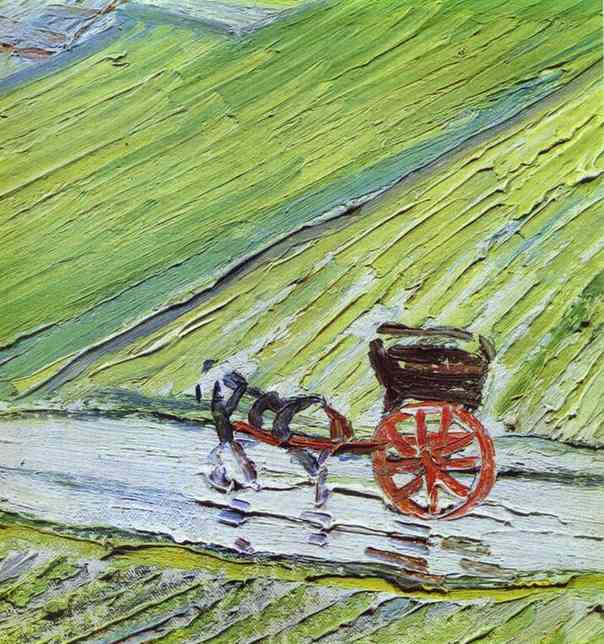
Détail : la carriole.

Vincent van Gogh a peint cette toile alors qu'il demeurait à Auvers-sur-Oise et y passa les derniers mois de sa vie. Au milieu de la toile (qui est divisée en deux traits horizontaux : la route blanche et au fond le train lancé à toute allure par une locomotive à vapeur en sens inverse de la carriole) se trouve une carriole dont la roue d'un rouge orangé attire l'attention ; elle peut être interprétée comme un symbole de la vie, du mouvement et du soleil. Les champs aux traits verticaux reprennent des tons pâles, comme reflets de la pluie, avec du bleu et du vert. Au milieu à droite se trouvent des maisons au toit rouge. C'est le milieu du mois de juin, des coquelicots se devinent en pointillé.
Il écrit en français à sa sœur Willemina :   « De ces jours-ci je travaille beaucoup et vite. […] Hier dans la pluie j’ai peint un grand paysage où l’on aperçoit des champs à perte de vue vus d’une hauteur, des verdures différentes, un champ de pommes de terre vert sombre, entre les plants réguliers la terre grasse et violette, un champ de pois en fleur blanchissant à côté, un champ de luzerne à fleurs roses avec une figurine de faucheur, un champ d’herbe longue et mûre d’un ton fauve, puis des blés, des peupliers, une dernière ligne de collines bleues à l’horizon au bas desquelles un train passe, laissant derrière soi dans la verdure une immense traînée de blanche fumée. Une route blanche traverse la toile. Sur la route une petite voiture et des maisons blanches à toits rouge cru au bord de cette route . »

## Source de la traduction
- (ru) Cet article est partiellement ou en totalité issu de l’article de Wikipédia en russe intitulé « Пейзаж в Овере после дождя » (voir la liste des auteurs).